# 국회의사당 (대한민국)

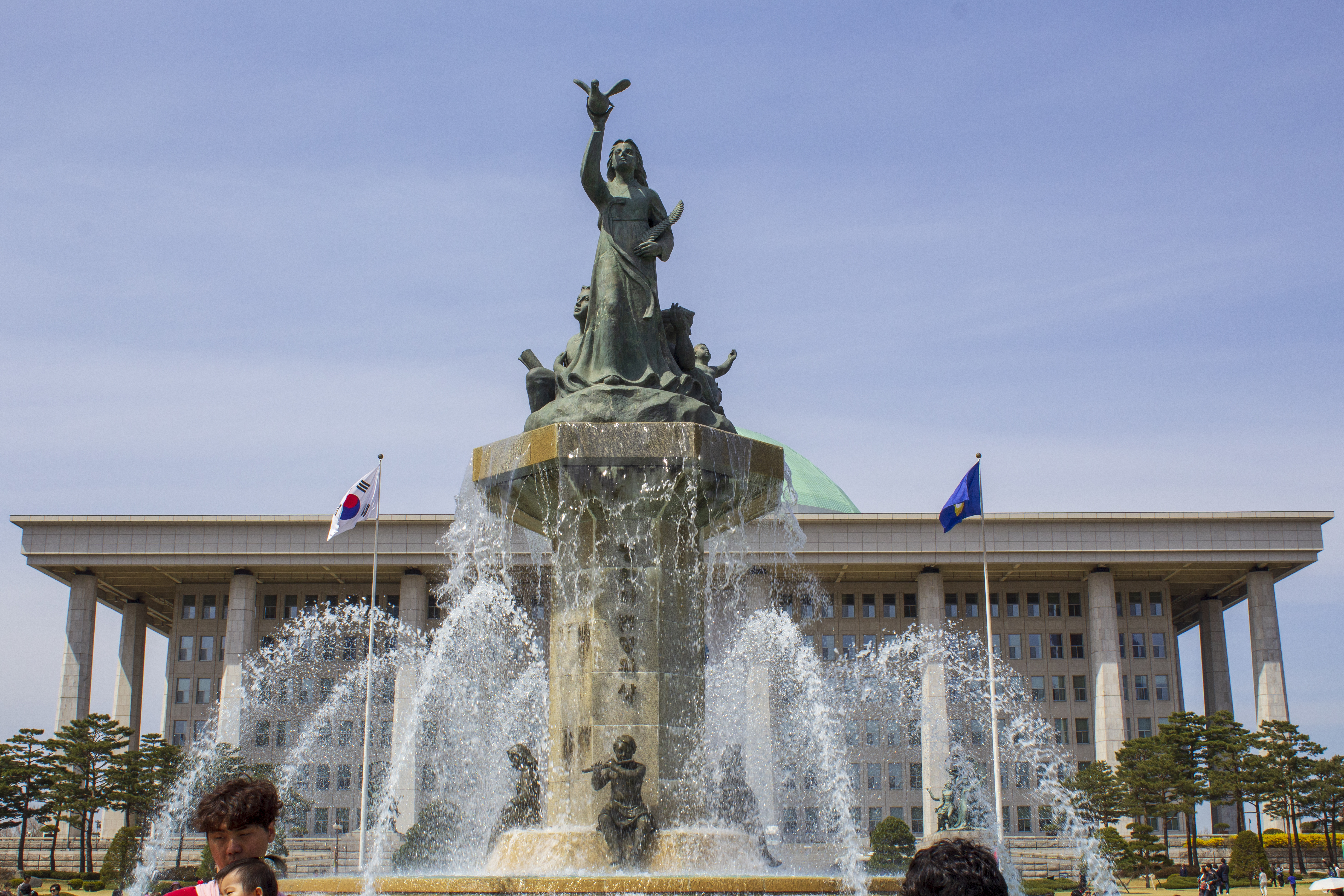
대한민국 국회의사당 전경. 이 곳에 분수대가 병설되어 있는 것이 주요 특기이다.

국회의사당(國會議事堂, National Assembly)은 대한민국 국회의 회의(會議)가 열리는 건물이다. 주소는 서울특별시 영등포구 의사당대로 1이다. 현재 사용되는 국회의사당은 1975년부터 사용하고 있으며 그 이전에는 서울특별시 종로구 경복궁 내 중앙청과 중구 태평로의 옛 의사당을 사용했다.

## 역사

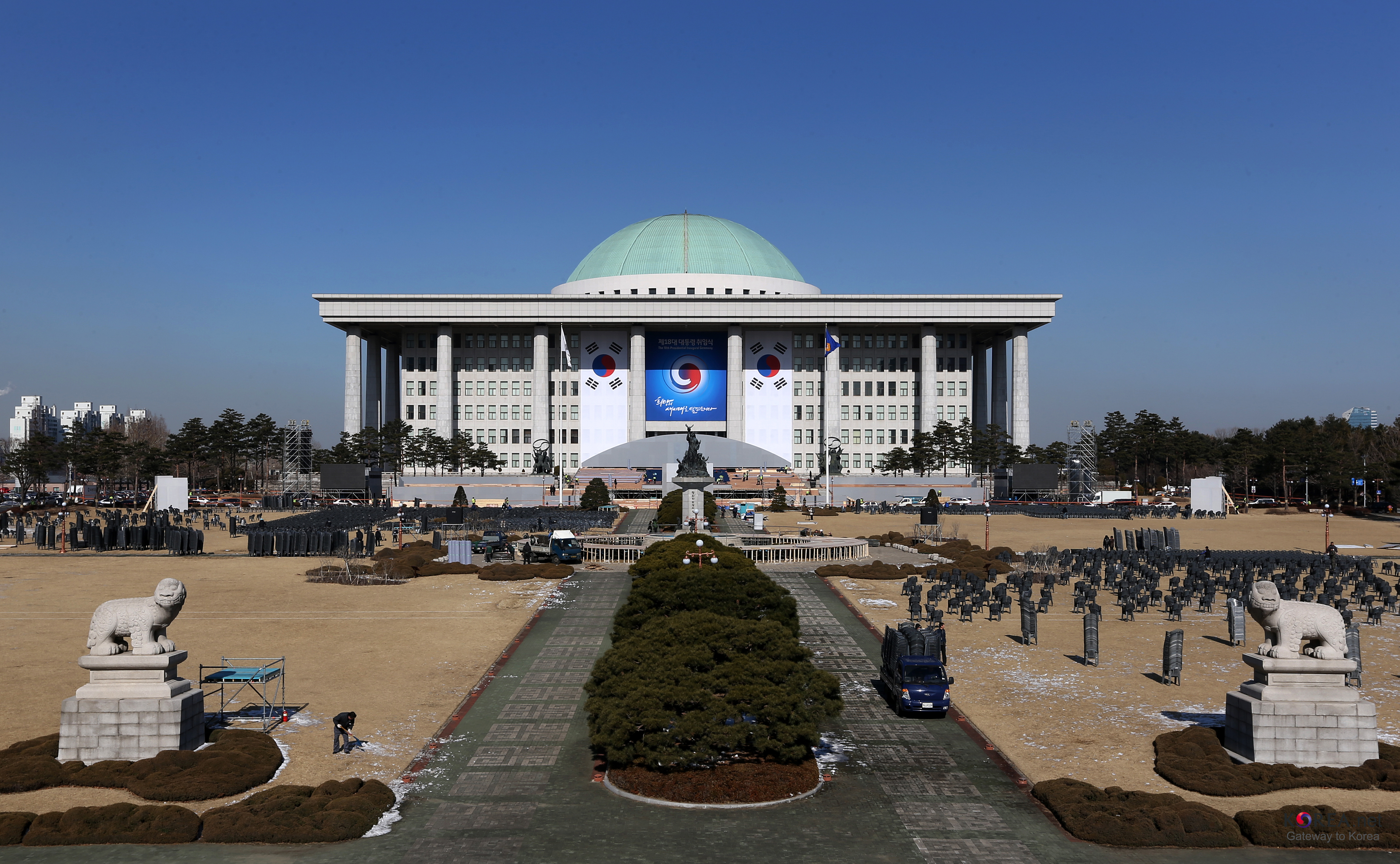
국회의사당에서 18대 대통령 취임식 준비 모습

1966년 3월 신축될 국회의사당 부지는 남산 사직단, 종묘, 용산(삼각지), 말죽거리(양재), 김포가도(강서) 등 6개였는데, 이중에서 결정된 신축부지는 사직공원 일대로 결정되었다. 사직단 결정은 중앙청과 가까이 있어 국가기능의 중심지구로 조성할 수 있다는 잇점과 3만6천여평의 대지가 확보되어 있다는 점이 적용되었다. 일부 도시계획가들은 고적을 보존할 수 없고, 행정의 기능이 너무 집중화하여 넓은 안목으로 서울시 전체 도시계획을 이유로 난색을 표하기도 하였다. 같은해 5월 박정희 대통령은 국회의사당 건립지시를 내렸는데, 당시 의사당은 "남북통일에 대비하고, 양원제 실시에 적응할 수 있으며, 민주주의를 상징하는 역사적인 대규모 건물로 하되 국내 기술진이 세울 수 있어야 한다"는 내용을 포함하고 있었다. 이후 약 2년여간 이에 대한 특별한 계획이 수립되지 않은채 흐지부지 되었다. 당시 국회는 청사난에 허덕이고 있었다. 3별관에 이어 4별관까지 준공하였지만, 비서휴게실 조차 마련하지 못해 새로운 종합국회청사가 세워져야 해결된다고 꼬집었다. 당시 국회의원은 종합국회청사를 신축하자는 결의안을 작성하여 서명을 받기도 하였다.
1967년 12월 27일 김종필의장 (당시 공화당)은 국회의사당 신축부지를 여의도로 결정짓겠다고 발표하면서 여의도 시대의 서막이 오르게 된다. 이어 결성된 국회의사당건립위원회는 1968년 2월 15일 건립지를 여의도로 최종확정하고, 총 공사비 76억원을 들여 1969년부터 기공하여 3단계로 공사를 진행하여 1976년 준공하기로 결정하였다. 신축될 의사당은 대지 총 20만평, 건평 32,300평, 지하2층 지상5층 규모의 현대식 건물이었다.

### 설계공모 논란
국회사무처는 1968년 5월 중순, 김중업, 이해성, 김정수, 김수근, 이광로 6명의 건축가를 지명하여, 이들에게 설계를 의뢰하는 한편, 5월 31일에는 또다시 설계공모를 내어 이중으로 실시, 현상공모 자체를 아리송하게 하고 그 조건에도 설계자에게 저작권을 인정하지 않겠다는 단서를 붙어놓기도 하였다. 이에 건축가 협회는 "건축가들을 무시하고 모독하는 부당한 공모에 응하지 않겠다"고 밝히며, '보이콧'하겠다는 입장을 밝혔다. 이에 국회사무처는 "저작권을 불인한것은 여러작품의 장점을 취합해 보다 좋은 의사당을 건립하기 위함이고, 이중모집을 한것은 중지를 모으기 위한 것"이라고 설명하면서, "장점이 취해지는 작가에게는 공동저작권을 인정, 설계에도 참여할 방침"이라고 밝혔다. 같은해 8월 공모에는 8명의 건축가가 응모하였는데, 기성건축가는 대부분 외면한 탓에 신진작가를 중심으로 응모되었다. 9월 4일 안영배, 조창한 합작품이 우수작으로 선정되는 등 3작품이 다선정되었다.

### 의사당 '돔'구조 논란
최초 설계된 계획에는 옥상에 '돔'구조물이 없는 평지붕이었다. 그러나 국회의사당건립위원회에서 지름50m, 높이 20m의 돔 구조물을 옥상에 설치하기로 결정하면서 논란이 불거지게 되었다. 위원회측은 "설계가 권위가 없다는 여론이 있어 국회총무단과 관계장관 회의를 거치고, 국회의장단, 건축가들로 구성된 자문위원회의 심의를 거쳐 올리기로 했다"고 밝혔다. 그러나 설계진의 한 건축가는 "단 한사람의 건축가도 의사당 건물에 돔을 올리자는 의견에 동의하지 않았다"고 밝혔다. 또한 현대 건축가 안병의씨는 "국회의사당은 귄위나 위세보다도 친밀감과 안정감이 더 중요하다"고 말하며, "건축 예술에 정치권력이 부당하게 개입하여 적당히 설계를 뜯어 고치게 한것에 대해, 건축가들이 국회의사당에 난입하여 의원들의 입법과정에 개입한 것과 같은 있을 수 없는 처사"라고 꼬집었다. 그러나 최종 설계에서도 이는 수정되지 않았다.
원래 설계에서는 5층 건물이었지만 박정희 대통령이 중앙청 건물보다는 커야 한다면서 한 층 더 높이라는 지시를 내려 6층짜리 건물이 되었다. 의사당이 비례가 맞지 않아 보이는 것은 또한 이 때문이다. 아울러 건물에 둘러진 24개 열주는 지붕을 떠받치는 구조가 아닌 장식을 위한 기둥이다. 김중업, 이광노, 김정수, 안영배 4명의 건축가는 자신의 작품 목록에 국회의사당을 넣지 않았다.

### 기공 및 준공

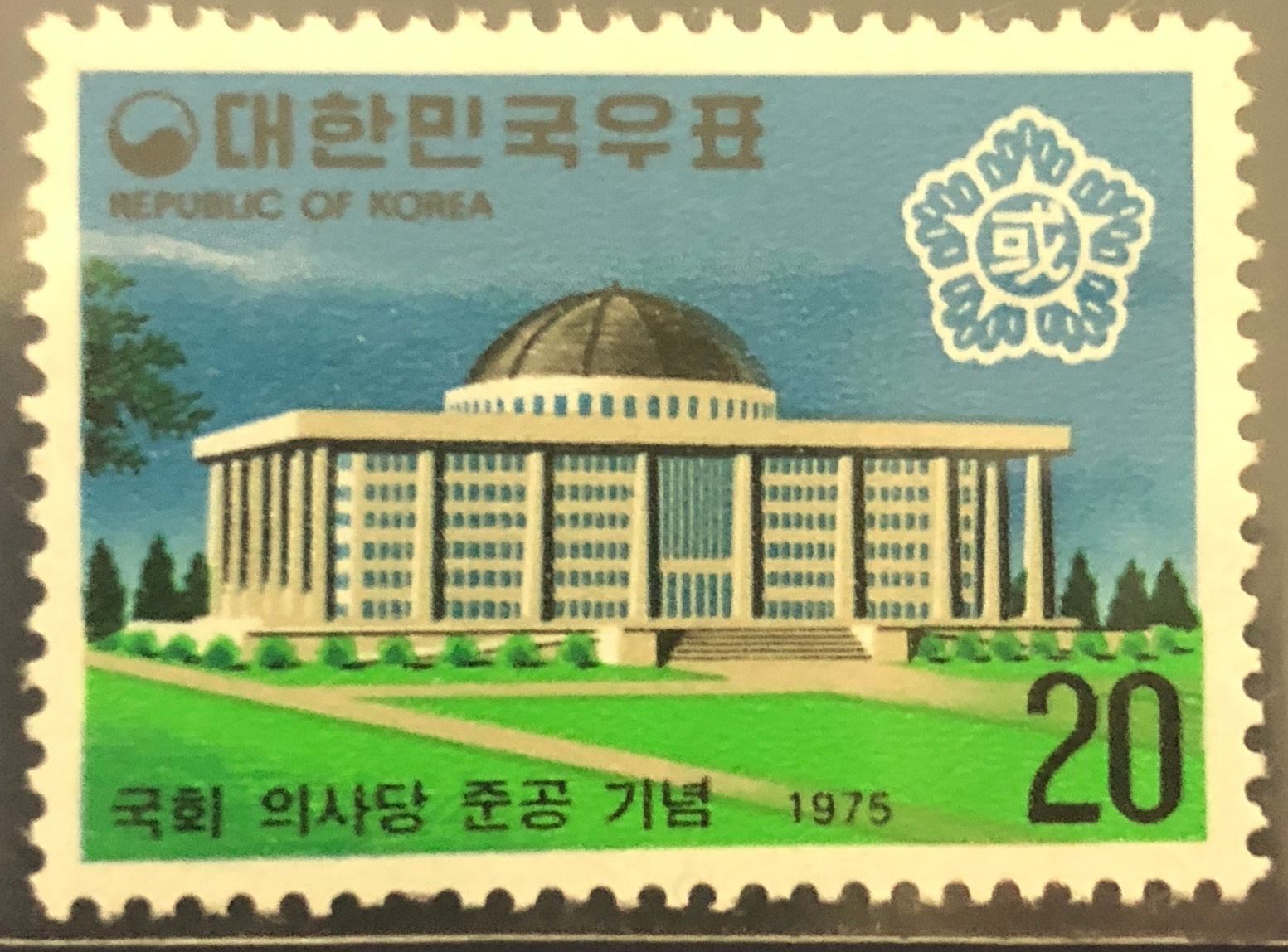
국회의사당 준공기념 우표

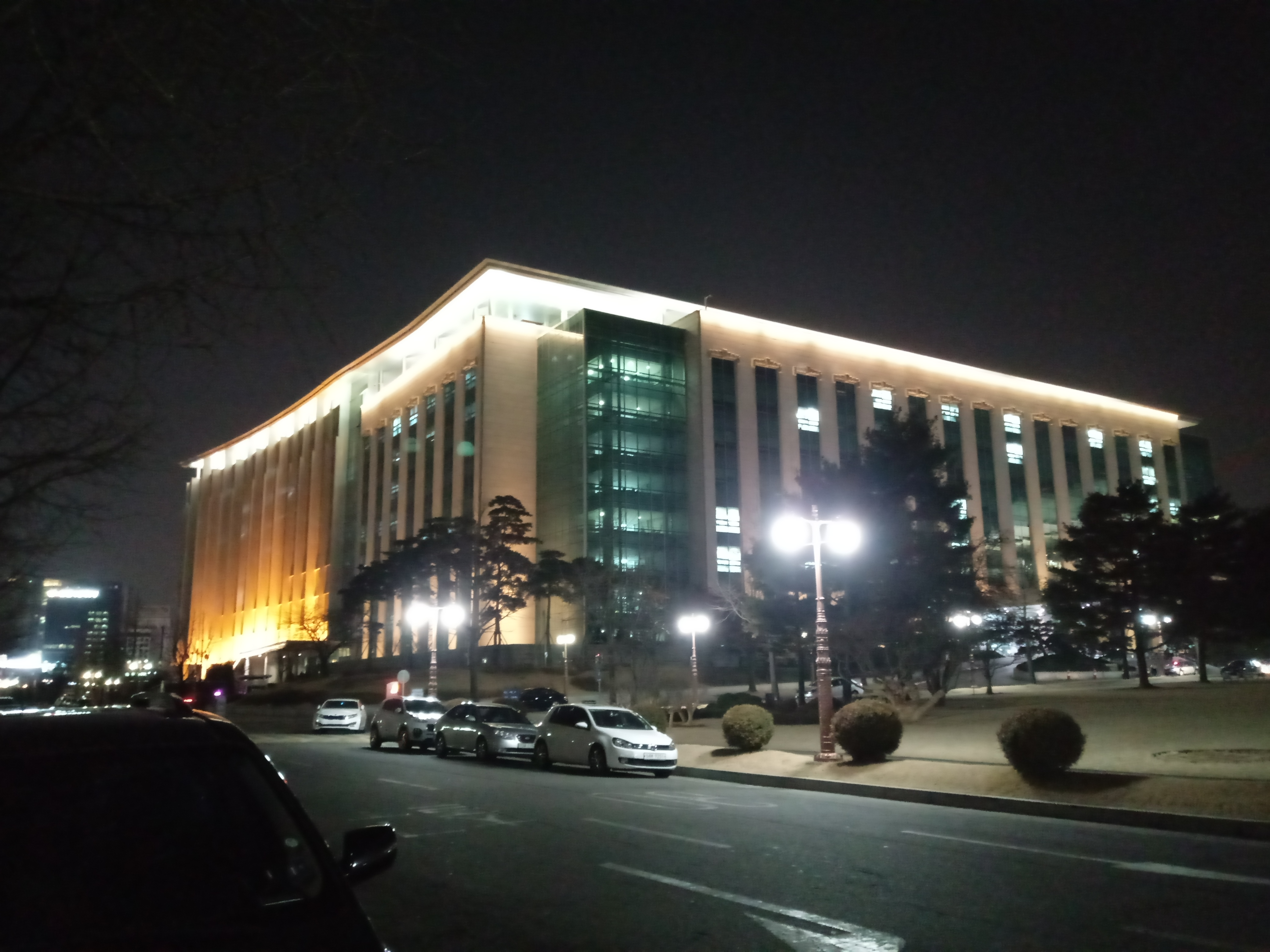
의원회관

1969년 7월 17일 기공식이 거행되었다. 1단계는 (1968년 ~ 1973년) 의사당 본관과 의원회관만 건립하고 나머지 부속건물들은 1976년까지 완공할 계획이었다. 1973년 5월 15일에는 상량식을 가졌으며, 자금사정으로 도서관과 의원회관 건립은 뒤로 미루고 의사당 본관만 우선 건설하고, 1978년에 준공될 예정이었던 것을 1975년 6월로 앞당겨 준공하기로 하였다. 1975년 9월 1일 준공되었다. 준공까지 사용된 건설비는 135억원이었다. 본회의장과 5,6층을 제외하고도 개인사무실 등 260여개가 있으며, 너비 3m의 복도의 총 연장이 3.5km이나 되었다. 2층에 있는 본회의장은 양원제(兩院制)에 대비하여, 민의원(民議院)용 3백석, 참의원(參議院)용 1백석등 2개로 만들었으나 참의원용은 예산위 회의장 및 사무실로 사용하고 있다. 본회의장은 반원형으로 어느 의석이던 같은 열이면 의장석까지는 똑같은 거리이며, 의석수의 조절은 열을 증감시킴으로써 얼마든지 가능하다. 도서관과 의원회관은 1989년에 들어서야 완공이 된다. 그 전에는 의원회관을 전세내서 썼는데, 태평로 의사당 시절에는 진양상가나 코리아나호텔 등 서울 중심부의 민간 고층건물을 전세내서 썼는데 여의도 의사당 완공 이후에는 아파트를 의원회관으로 썼다.

### 연혁
| 장소                  | 주소                                          | 기간                                                       | 용도         | 비고                                              |
| --------------------- | --------------------------------------------- | ---------------------------------------------------------- | ------------ | ------------------------------------------------- |
| 중앙청                | 서울특별시 종로구 세종로 조선 경복궁 내       | 제1회국회(1948.5.31부터)~제7회국회(1950.6.27부터)          | 국회의사당   |                                                   |
| 문화극장              | 대구광역시                                    | 제8회국회(1950.7.27부터)~제8회국회(1950.8.17까지)          | 국회의사당   | 한국 전쟁시                                       |
| 문화극장              | 부산광역시                                    | 제8회국회(1950.9.1부터)~제8회국회(1950.10.6까지)           |              |                                                   |
| 중앙청                | 서울특별시 종로구 세종로                      | 제8회국회(1950.10.7부터)~제8회국회(1950.11.26까지)         |              |                                                   |
| 서울시의회(구 부민관) | 서울특별시 중구 태평로 1가60-1                | 제9회국회(1950.12.8부터)~제10회국회(1951.1.3까지)          |              |                                                   |
| 부산극장              | 부산광역시 중구 남포동 5가                    | 제10회국회(1951.1.4부터)~제11회국회(1951.6.11까지)         |              |                                                   |
| 무덕전                | 경남도청                                      | 제11회국회(1951.6.27부터)~제16회국회(1953정부 환도 전까지) |              | 헌법과 국회개정법으로 13회국회이후는 민의원의사당 |
| 중앙청                | 서울특별시 종로구 세종로                      | 제16회국회(1953.9.21부터)~제18회국회(1954.5.30까지)        | 민의원의사당 | 환도                                              |
| 서울시의회(구 부민관) | 서울특별시 중구 태평로 1가60-1                | 제19회국회(1954.6.9부터)~제38회국회(1961.5.16까지)         | 민의원의사당 |                                                   |
| 대한공론사            | 서울특별시 중구 태평로1가31-3                 | 제36회국회(1960.8.8부터)~제37회국회(1960.12.22까지)        | 참의원의사당 |                                                   |
| 삼중정 (구 해군본부)  | 서울특별시 중구 태평로 2가24                  | 제37회국회(1960.12.23부터)~제38회국회(1961.5.16까지)       | 국회의사당   |                                                   |
| 서울시의회(구 부민관) | 서울특별시 중구 태평로 1가60-1                | 제39회국회(1963.12.1부터)~제93회국회(1975.4.9까지)         | 국회의사당   |                                                   |
| 국회의사당            | 서울특별시 영등포구 의사당대로 1 (여의도동 1) | 제94회국회(1975.9.22부터)~현재까지                         | 국회의사당   | 1975년 9월 1일 준공                               |

## 구성

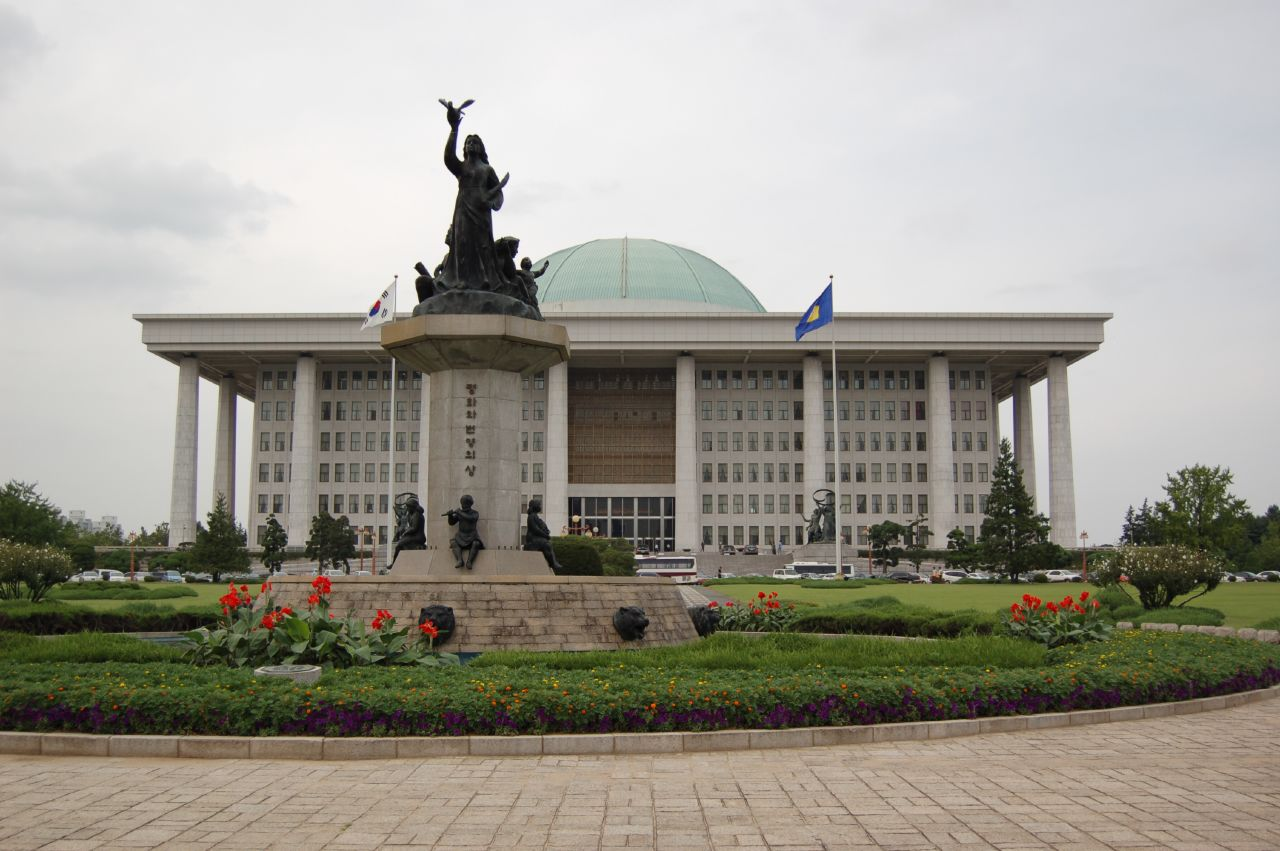
국회의사당

여의도의 총 면적 80만평 중에서 국회의사당 부지는 10만평을 차지하고 있다. 건물면적은 2만 4636평으로, 지하 2층, 지상 6층 규모로 길이 122미터, 폭 81미터이다. 철근콘크리트조 건물로서, 단일 의사당 건물로는 동양에서 제일 크다.
화강암 팔각기둥 24개가 건물을 받치고 있는데, 이것은 우리나라의 24절기를 뜻하며, 가운데에는 밑지름 64미터의 돔 형태의 지붕으로 덮여 있다. 이 돔은 건축 당시에는 동색이었는데, 습기, 비 등의 문제 때문에 우리가 현재 볼 수 있는 청록색이 되었다. 또한 이것은 국민의 다양한 의견들이 찬반토론을 거쳐 하나의 결론을 내린다는 의회민주정치의 본질을 상징한다고 한다. 돔 아래는 3층의 로텐더 홀이 있으며 그 위로 지붕까지 빈 공간이다. 여기서 로텐더홀은 'law tender'이라는 의미이고, 뜻은 법(law)이 부드럽게(tender) 통과되라는 뜻이다. 건축에서 원형 건물을 뜻하는 로툰다(rotunda)를 이상하게 변형하여 부르는 것으로 비판받는다.
장차 통일이 되어 국회의원 정원이 늘어날 경우에 대비해, 국회 본회의장은 좌석이 이동식으로 되어 있어 최대 400석까지 확장할 수 있다.
또한 양원제 실시를 대비하여 설계되었으며, 현재의 본회의장은 민의원 본회의장이 되며, 현재 예산결산특별심의회 회의실은 참의원 본회의장으로(의석 100석) 쓰이게 된다.
회의가 열리는 국회의사당 본관 앞에는 의원회관, 국회 도서관, 헌정기념관 등의 건물이 있다.
국회의사당은 전 지역이 대한민국 국방부 훈령상의 "가"급 국가중요시설로 분류되어 있어 대한민국 경찰에서 상시 경비를 맡고 있다.
2009년 8월 23일 김대중 전 대통령의 국장을 치르면서 국회의사당 마당 앞에서 사용하기도 하였다.

## 국회의사당 1백미터 이내에서의 집회 금지 사건
국회의사당 1백미터 이내에서의 집회 금지 사건은 대한민국 유명 헌법 판례이다.

### 사실관계
청구인은 국회 내 건립공사 현장의 타워크레인에 올라가 데모를 하였고 국회의사당 경계지점으로부터 1백 미터 이내의 장소에서 집회를 개최하였다는 등의 이유로 기소되어, 제1심에서 유죄판결을 선고받았다. 위 청구인들은 이에 불복하여 항소하면서 '집회 및 시위에 관한 법률' 제11조 제1호에 대한 위헌법률심판 제청신청을 하였으나 기각되자 이 사건 헌법소원심판을 청구하였다.

### 이유
집회의 자유에는 집회의 장소를 스스로 결정할 장소선택의 자유가 포함된다. 집회 장소의 선택을 제한함으로써 집회의 자유를 제한하는 것이다.
입법자에 의한 것이므로 헌법 제21조 제2항의 '사전허가제 금지'에는 위반되지 않는다.
국회의사당 인근에서의 집회를 전면적으로 금지한 것은 헌법기관인 국회의 위와 같은 기능을 보장하기 위한 것이다. 입법목적의 달성에 기여한다.
사후적 규제만으로는 국회의 기능을 보호하기 위한 효과적인 수단이 된다고 보기 어려우므로 위와 같은 집회나 시위를 사전에 차단할 필요성이 인정된다. '집회 및 시위에 관한 법률'이 제정될 당시 국회의사당 경계지점으로부터 2백 미터 이내의 옥외집회 또는 시위를 금지하던 것에 비하면 상당히 완화된 것이다.
집회, 시위의 직접적인 항의의 대상이 국회가 아닌 때에도 국회는 항의에 대상과 마찬가지로 추상적 위험에 노출되게 되는 것을 부인할 수 없다.
소규모의 집회라도 집회, 시위의 성격이나 방법에 따라서는 국회의 기능을 저해할 위험성이 클 수 있드며 휴일이나 휴회기 등에도 국회의 업무는 중단되지 아니하고, 법안을 심의, 표결하는 등 국회의원들이 공식적으로 모여서 하는 행위만이 국회의 업무에 해당한다고 볼 수 없다.

## 대중문화
- 2010년에 방영한 SBS 드라마 대물에 나온다.
- 2015년에 방영한 KBS 드라마 어셈블리에 나온다.
- 2015년에 방영한 JTBC 드라마 디데이에 나온다.
- 2019년에 방영한 tvN 드라마 60일, 지정생존자에 나온다.
- 2022년에 방영한 ENA 드라마 이상한 변호사 우영우에 나온다.
- 2022년에 방영한 JTBC 드라마 재벌집 막내아들에 나온다.

## 교통

### 도시 철도
- ● 서울 지하철 9호선 - 국회의사당역

## 갤러리

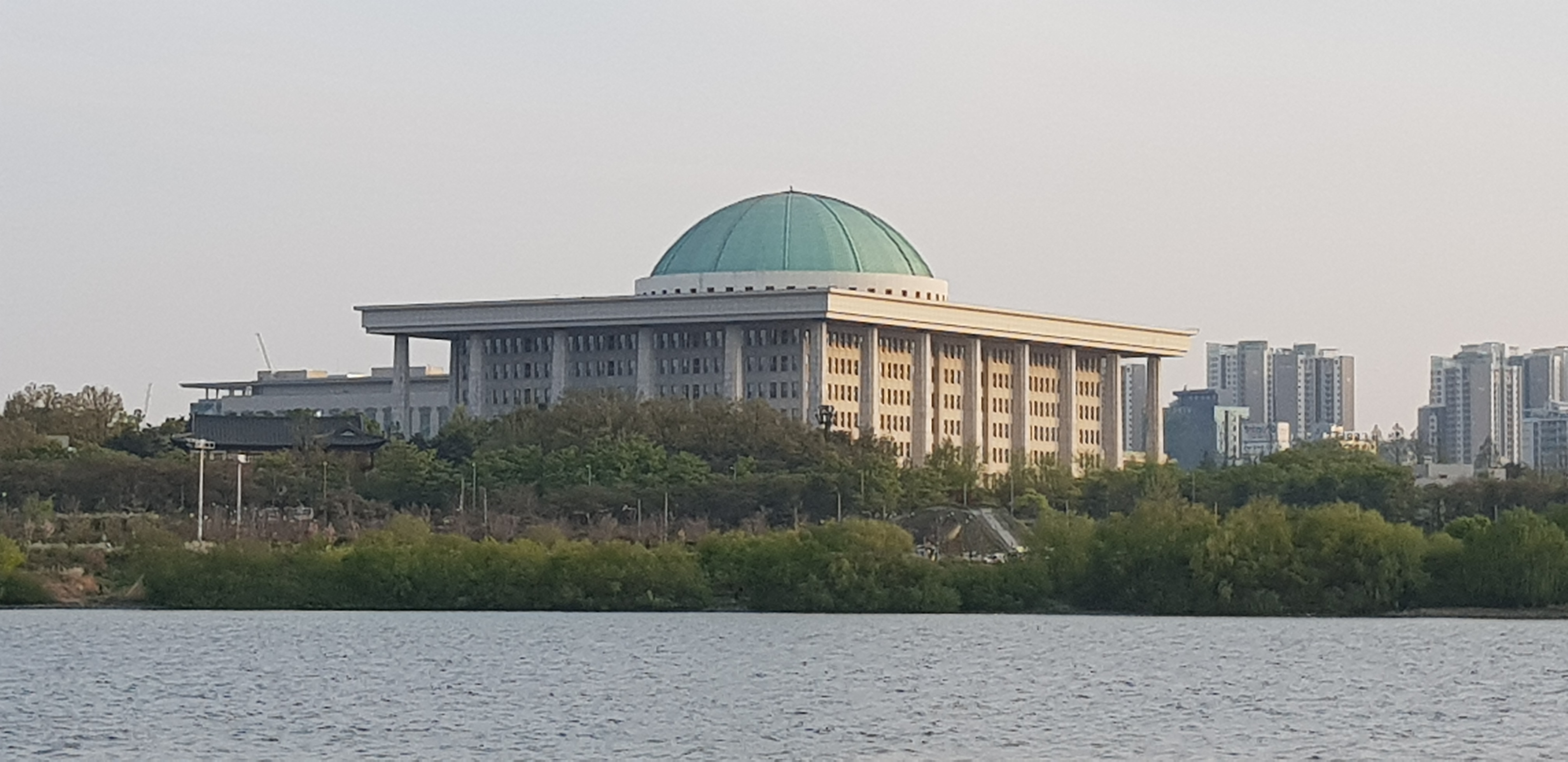
한강 유람선에서 바라본 모습
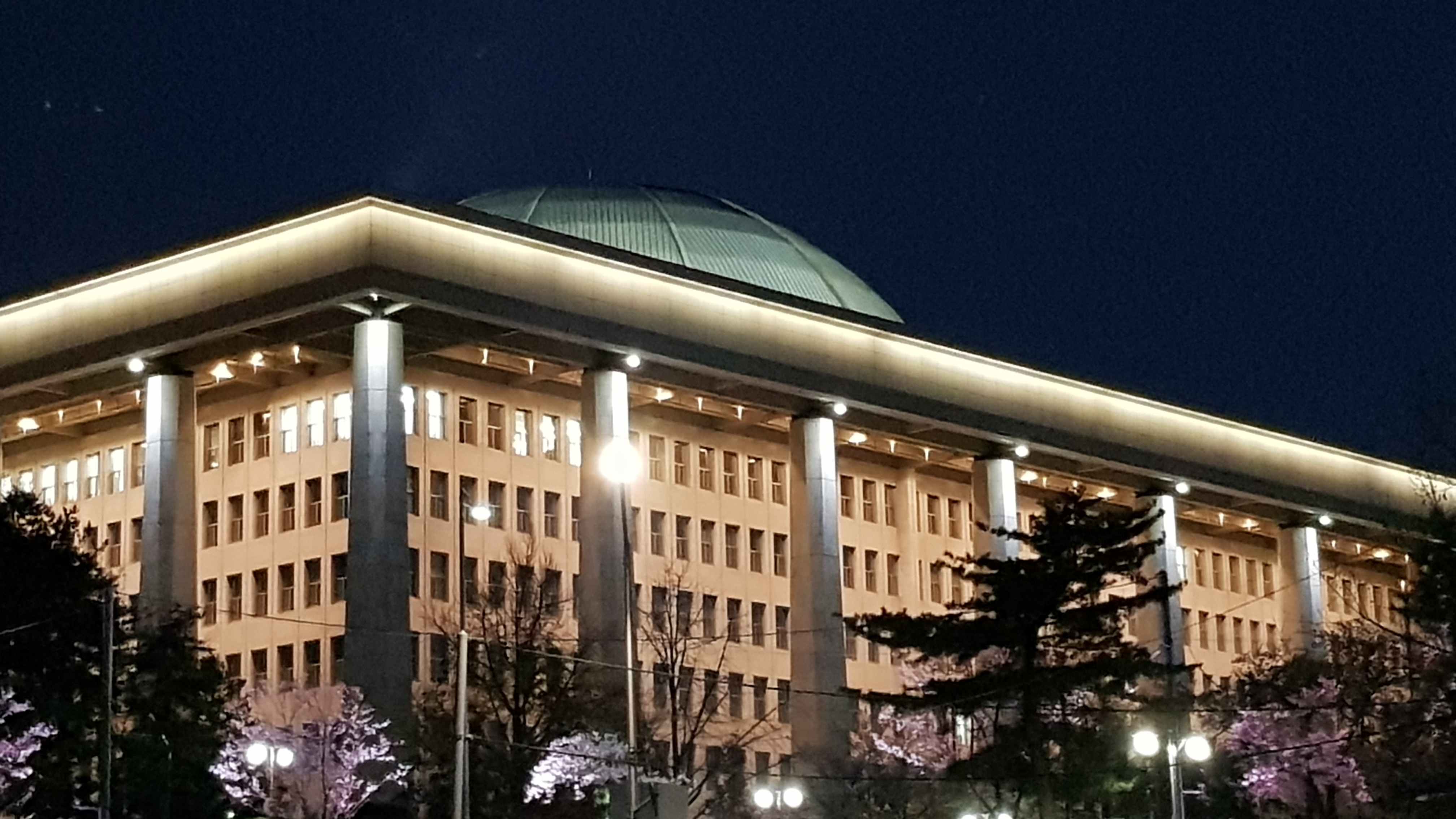
밤의 모습

## 참고 문헌
- 대한민국 헌법재판소 판례 2009.12.29. 2006헌바20